# Finn Roy Vådahl
Finn Roy Vådahl (Steinkjer, 19 settembre 1950) è un ex calciatore norvegese, di ruolo attaccante.

## Carriera

### Club
Vådahl giocò con la maglia dello Steinkjer.

### Nazionale
Conta una presenza per la Norvegia. Il 24 marzo 1976, infatti, fu in campo in occasione della sconfitta per 3-0 contro l'Irlanda.